# Ramaria toxica
Ramaria toxica är en svampart som beskrevs av L.S. Domínguez & R.H. Petersen 1989. Ramaria toxica ingår i släktet Ramaria och familjen Gomphaceae.   Inga underarter finns listade i Catalogue of Life.